# Slieve Carr
Lo Slieve Carr (gaelico irlandese: Corrshliabh, "montagna cospicua") è un monte irlandese situato nella parte occidentale del Mayo, a ridosso del Nephin Beg. La vetta si trova ad una quota di 721 m s.l.m.
Sulla cima della montagna è posto un cairn conosciuto come Laghtdauhybaun, termine derivante da Leacht Dáithí Bháin ossia sepolcro di Dáithí il bianco. Gli storici sostengono che la dedica riguardi Dathí, un re del Connacht nel V secolo d.C.
Il sentiero più famoso per raggiungere la vetta parte dal parco nazionale di Ballycroy raggiungibile attraverso la N59. Il sentiero definisce un anello di 18.8 km con partenza ed arrivo coincidenti proprio con il parcheggio del parco.